# Plevník-Drienové
Plevník-Drienové (maďarsky Pelyvássomfalu) je obec na severozápadě Slovenska v okrese Považská Bystrica. Žije zde přibližně 1 600 obyvatel. První písemná zmínka pochází z roku 1354. Původně dvě vesnice Plevník (Pelyvás) a Drienové (Vágsomfalu) byly sloučeny roku 1952. Obec je rodištěm významného slovenského literáta Dominika Tatarky.

## Poloha a charakteristika
Obec Plevník-Drienové se prostírá na levém břehu Váhu v jižní části Bytčanského podolí mezi městy Považská Bystrica a Bytča, a zahrnuje celé údolí potoka Drieňovka až po jeho ústí do Váhu. Západní část katastru tvoří ploché náplavy Váhu a Drieňovky, střední, pahorkatinnou část v Manínských vrších tvoří druhohorní horniny s výraznými bradly. Celá střední a východní část katastru náleží do Súľovských vrchů, z toho jižní část je součástí CHKO Strážovské vrchy. 
Výšková členitost na území obce je značná, naprostá většina zástavby se však nachází v údolí okolo 300 m n. m. Nejníže leží niva Váhu (290 m n. m.), naopak hřeben Malého Manína vystupuje na 770 m n. m. (vrchol leží mimo katastr obce). Nejvyšší bod na území je Havraní skála (835 m) na hřebeni Hoľazní na jihovýchodním okraji.
Jádro někdejšího Plevníka leží v jižní části obce (podél silnice od Považské Teplé do údolí Drieňovky), zde stojí i zdejší katolický kostel svatého Štěpána. Severně se nachází jádro vsi Drienové, podél Drieňovky. Obě původní vesnice jsou již nedílně srostlé.

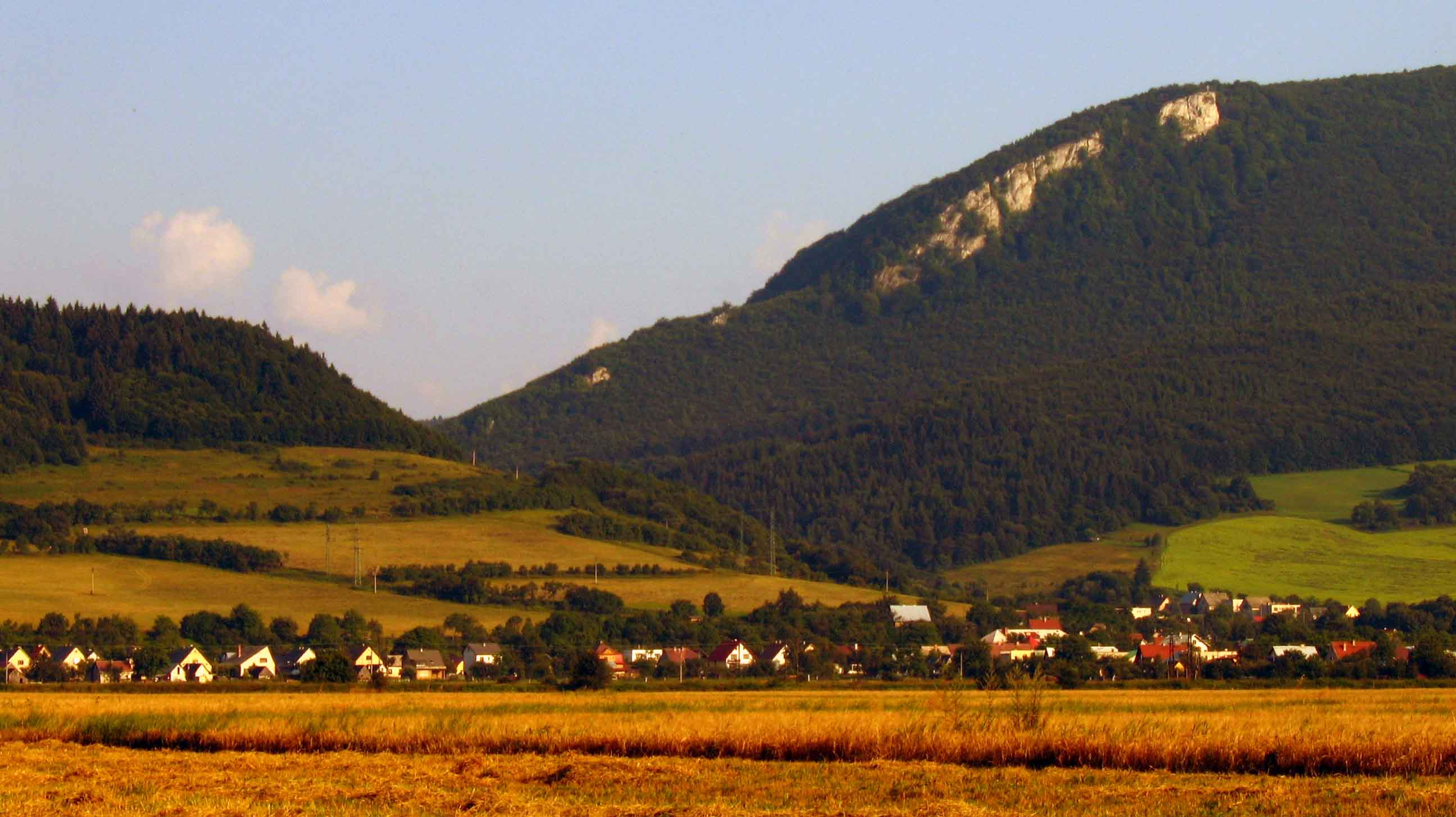
Pohled od Váhu

## Dějiny
První písemná zmínka o Plevníku se datuje od roku 1354 ve spojitosti s Považskobystrickým panstvím, které podle písemných údajů existovalo od 14. století. Centrem panství byl během celého středověku až do konce 18. století Považský hrad. Obec se začala tvořit na vršku pod vrcholem Důbravky, jak bylo zvykem v této době. Považská Bystrica měla v 2. polovině 14. století přibližně 40 domů, Plevník asi pět domů a 40 obyvatel. V tomto století se rozšířil žlázový a plicní mor zvaný černá smrt, který vylidnil celé osady a obce. Cesta podél toku Váhu byla známá jako obchodní i vojenská - se směry na Moravu, do Polska a Uher. Obec byla evidována jako poddanská, tedy žili tu jen poddaní. Obyvatelé byli většinou pastevci, zemědělci a ovocnáři.

### Chronologie
- 1354 – 1. historický údaj o Plevníku (Plevnuk anno domini 1354)
- 1432 – nájezdy husitů, vypálený Považský hrad a okolní vesnice
- 1458 – 1. zmínka o Drienovém (Drenow)
- 1529 – Plevník vypleněný, boje rodu Podmanických
- 1852 – scelování majetků, většina zemanských majetků přešlo do rukou boháče Poppera
- 1883 – okolo obce zprovozněna Považská dráha
- 1889 – požár, podlehlo 90 domů
- 1890 – vybudována železniční zastávka
- 1918 – konec 1. světové války, obec se stala součástí Československa
- 1927 – zřízena trojtřídní škola
- 1936 – elektrifikace
- 1938 – vyhlášena všeobecná mobilizace
- 1944 – začala činnost partyzánské skupiny
- 1945 – osvobození Rudou armádou
- 1950 – zaveden rozhlas
- 1952 – administrativní sloučení Plevníku a Drienového do jedné obce Plevník-Drienové
- 1960 – otevření fotbalového hřiště
- 1988 – vybudována přistávací plocha pro malá letadla
- 1992 – návštěva prezidenta ČSFR Václava Havla u příležitosti otevření pamětní světnice Dominika Tatarky[2]
- 1998 – otevření lyžařského vleku
- 2004 – 650. výročí první písemné zmínky
- 2004 – výstavba dálnice D1 na katastru obce, západně od ní zřízen nájezd (174. km)

## Rodáci
- Dominik Tatarka, slovenský spisovatel, (1913 – 1989)